# Bistum Rieti
Das Bistum Rieti (lat. Dioecesis Reatina, ital. Diocesi di Rieti) ist eine römisch-katholische Diözese mit Sitz im italienischen Rieti. Das Bistum Rieti wurde im 5. Jahrhundert errichtet und dem Heiligen Stuhl direkt unterstellt. Im Jahre 1309 gab das Bistum Rieti Teile seines Territoriums zur Gründung des Bistums Città Ducale ab.

## Weblinks

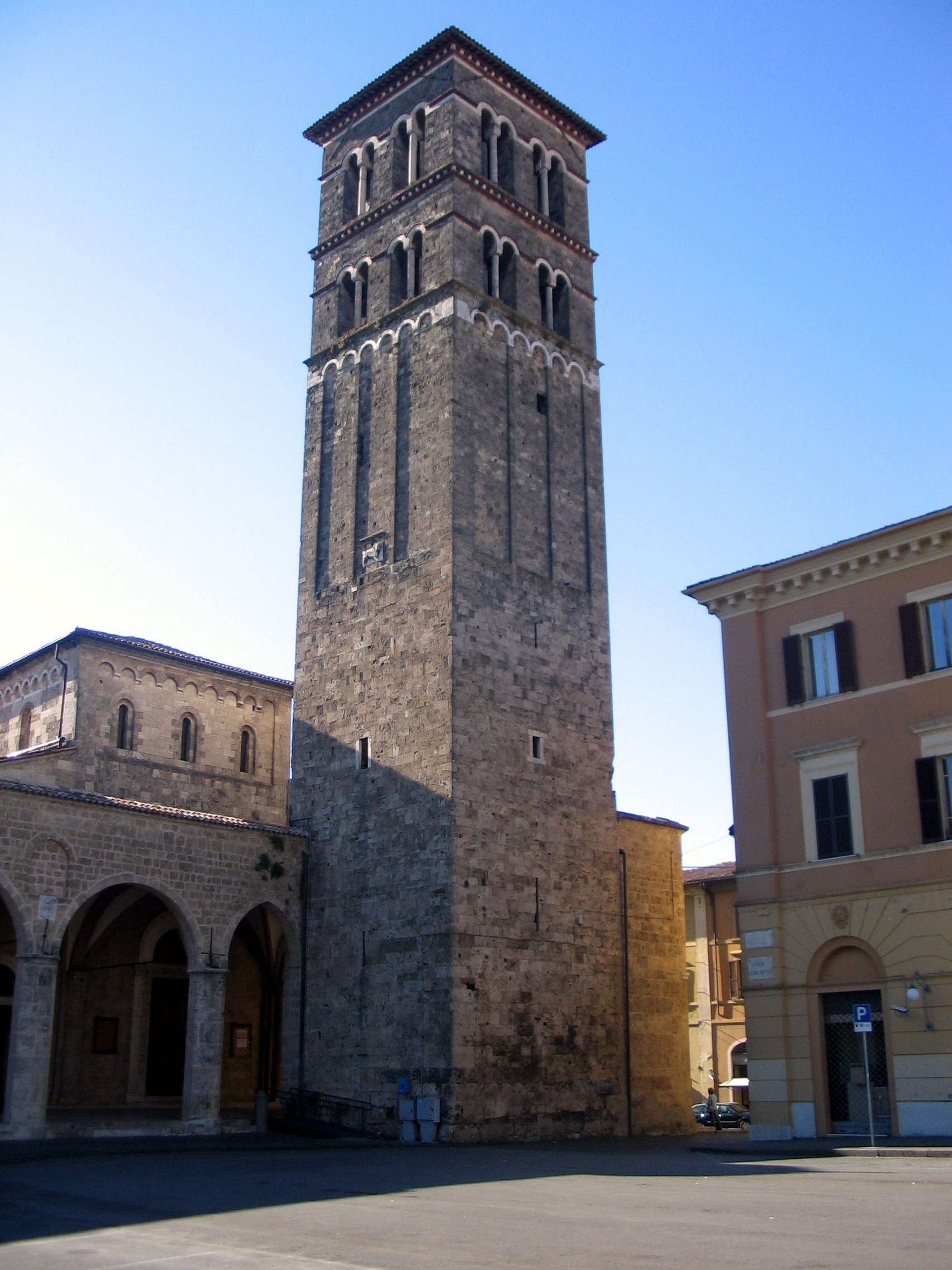
Kathedrale Santa Maria Assunta in Rieti